# 乔雅·萨埃卢阿
乔雅·萨埃卢阿（Jaiyah Saelua），原名约翰尼·萨埃卢阿（Johnny Saelua，1988年—），美属萨摩亚足球运动员。2010年至今，为美属萨摩亚足球代表队队员。他是世界上第一个参加男子世界杯足球赛预选赛的跨性別球员。 